# Крылья Родины
«Крылья Родины» — ежемесячный советский, впоследствии российский научно-популярный журнал об авиации. В журнале освещается такие темы как: история авиации, деятельность предприятий, выпускающих и разрабатывающих летательные аппараты и авиационные двигатели.

## История
Издание журнала началось в 1950 году, в советское время он являлся ежемесячным журналом ЦК ДОСААФ.
В 2013 году журнал "Крылья Родины" запустил интернет-проект национальный авиационный портал "Крылья Родины".

## Описание
Также в журнале публикуются:
- обзоры авиационных выставок и авиасалонов
- статьи о проблемах развития авиационной промышленности в России
- обзор перспективных летательных аппаратов и авиационных двигателей
- биографические материалы о известных пилотах, конструкторах, ученых и других деятелей в области авиации
- статьи посвященные авиационному спорту (планеризм, дельтапланеризм, парашютизм и другие)

Выпуски журнала бывают приурочены к юбилеям конструкторских бюро, авиакомпаний или известных личностях, связанных с авиационной тематикой.
В редакционный совет журнала входят: Президент ассоциации «Союз авиационного двигателестроения» Чуйко В. М.,
генеральный директор ОАО «Аэропорт Внуково» Александров В. Е., ректор Московского Авиационного Института Геращенко А. Н., академики РАН Каблов Е. Н. и Новожилов Г. В., так же многие другие видные деятели.
Журнал был награждён[когда?] Дипломом Международной авиационной федерации[уточнить].